# Jericho (ville fictive)
Pour les articles homonymes, voir Jéricho (homonymie).

Jericho est une ville fictive de la série télévisée Jericho. Elle est décrite comme étant située dans le comté fictif de Fillmore, à l'est de Denver, près de la frontière du Colorado. Le tournage s'effectue en partie dans une ville du Kansas, Lawrence. L'épisode pilote a été filmé à Fillmore en Californie, des décors pour Jericho ont été construits dans un studio à Van Nuys, Californie.
Elle compte environ 5 000 habitants.